# Vixen (estudio)
Vixen, estilizada formalmente como Vixen Media Group, es una productora estadounidense de contenidos en línea dirigida al mercado del cine y del mundo pornográfico. Fue fundada en julio de 2016 por el cineasta francés Greg Lansky, siendo la tercera empresa de su conglomerado, después de Tushy y Blacked.

## Historial de la compañía
El conglomerado Vixen Media Group fue fundado en 2014 por el empresario y director francés Greg Lansky, que por entonces actuaba como CEO de las compañías GL Web Media y Strike 3 Holdings. Lansky dijo crear la empresa para desarrollar vídeos de mayor calidad que fuesen considerados más "artísticos" que el ámbito normal del contenido de vídeos para adultos.
Si bien la primera línea creada fue Blacked, en 2014, a esta le siguió al año siguiente Tushy y, finalmente, Vixen. Los tres sitios comparten el mismo estilo de producción de alta gama para sus películas. Inicialmente, Jules Jordan Video era la compañía encargada de la distribución de las producciones originales de Vixen. Desde diciembre de 2018, ese puesto lo ocupó Pulse Distribution.
Algunas de sus producciones destacadas son After Dark, Club VXN, Natural Beauties 5, Racks, Threesome Fantasies, Threesome Fantasies 2, Young and Beautiful, Young and Beautiful 3 o Young Fantasies.

## Acciones legales
En 2017, Strike 3 Holdings, matriz propietaria de Vixen Media Group, presentó una demanda en el Tribunal Federal de Manhattan para detener la infracción de los derechos de autor contra las personas que descargaron y distribuyeron las películas y las colocaron en redes de intercambio de archivos, como los portales no registrados como RedTube y YouPorn. Dichas infracciones fueron resueltas y la demanda finalmente interpuesta en 2018.

## Actrices y Vixen Angels

### Actrices en Vixen
Debido a su volumen de trabajo, por los estudios de Vixen han pasado multitud de actrices porno destacadas como Tori Black, Riley Reid, Elsa Jean, Kendra Sunderland, Kenna James, Alex Grey, Elena Koshka, Lana Rhoades, Mia Malkova, August Ames, Abigail Mac, Alina Lopez, Bree Daniels, Natalia Starr, Keisha Grey, Alexa Grace, Arya Fae, Markéta Štroblová, Eva Lovia, Leah Gotti, Kimmy Granger, Emily Willis, Ariana Marie, Vicki Chase, Ella Hughes, Marley Brinx, Gina Valentina, Evelin Stone, Karlee Grey, Lily LaBeau, Anya Olsen, Jessa Rhodes, Ivy Wolfe, Jill Kassidy, Violet Starr, Nicole Aniston, Valentina Nappi, Aidra Fox, Adriana Chechik, Megan Rain, Jade Nile, Amarna Miller, Abella Danger, Scarlet Red, Moka Mora, Kristen Scott, Blair Williams, Ana Foxxx, Kira Noir, Janice Griffith, Karla Kush, Jada Stevens, Angela White, Carter Cruise, Lyra Law, Brett Rossi, Verónica Rodríguez, Rebel Lynn o Naomi Woods, entre otras.

### Vixen Angels

#### Ángeles del mes
Entre agosto de 2016 hasta noviembre de 2019, el sitio elegía a las Vixen Angels (o Ángel del mes).
| Año  | Enero          | Febrero           | Marzo        | Abril         | Mayo        | Junio        | Julio       | Agosto            | Septiembre  | Octubre      | Noviembre       | Diciembre  |
| ---- | -------------- | ----------------- | ------------ | ------------- | ----------- | ------------ | ----------- | ----------------- | ----------- | ------------ | --------------- | ---------- |
| 2016 | —              | —                 | —            | —             | —           | —            | —           | Kendra Sunderland | August Ames | Ariana Marie | Megan Rain      | Ana Foxxx  |
| 2017 | Anya Olsen     | Keisha Grey       | Eva Lovia    | Natalia Starr | Abigail Mac | Angela White | Vicki Chase | Amia Miley        | Uma Jolie   | Riley Reid   | Lana Rhoades    | Tori Black |
| 2018 | Nicole Aniston | Abella Danger     | Jessa Rhodes | Jada Stevens  | Karlee Grey | Mia Malkova  | Kira Noir   | Gina Valentina    | Brett Rossi | Alina Lopez  | Adriana Chechik | Ivy Wolfe  |
| 2019 | Teanna Trump   | Markéta Štroblová | Alex Grey    | Mia Melano    | Sophie Dee  | —            | —           | —                 | Lela Star   | Emily Willis | Riley Steele    | —          |

#### Ángeles del año
También, cada mes de enero, de manera anual, Vixen elegía su Ángel del Año.
| 2017              | 2018       | 2019         | 2020         |
| ----------------- | ---------- | ------------ | ------------ |
| Kendra Sunderland | Tori Black | Teanna Trump | Ariana Marie |

## Premios y nominaciones del estudio
| Año  | Ceremonia           | Resultado | Premio                                                            |
| ---- | ------------------- | --------- | ----------------------------------------------------------------- |
| 2017 | Premios AVN         | Ganador   | Mejor campaña de marketing de empresa (junto con Blacked y Tushy) |
| 2017 | Premios AVN         | Nominado  | Mejor campaña de marketing: proyecto individual (Vixen Angel)     |
| 2017 | Premios AVN         | Ganador   | Mejor marca nueva                                                 |
| 2017 | Premios DVDerotik   | Ganador   | Mejor nuevo estudio                                               |
| 2017 | Premios XBIZ        | Ganador   | Mejor nuevo estudio / dirección                                   |
| 2017 | Premios XBIZ        | Ganador   | Sitio porno del año                                               |
| 2017 | Premios XRCO        | Ganador   | Sitio web de gama alta                                            |
| 2018 | Premios AVN         | Ganador   | Mejor campaña de marketing: imagen de la empresa                  |
| 2018 | Premios AVN         | Nominado  | Mejor campaña de marketing: proyecto individual (Vixen Angel)     |
| 2018 | Premios Fleshbot    | Nominado  | Mejor sitio de pago                                               |
| 2018 | Premios XBIZ        | Ganador   | Mejor campaña de marketing de empresa (para Vixen Angel)          |
| 2018 | Premios XBIZ        | Nominado  | Página web de pago del año                                        |
| 2018 | Premios XBIZ        | Ganador   | Mejor estudio del año (junto con Blacked y Tushy)                 |
| 2018 | Premios XBIZ Europa | Ganador   | Mejor estudio global del año (junto con Blacked y Tushy)          |
| 2018 | Premios XCritic     | Nominado  | Estudio del año                                                   |
| 2018 | Premios XRCO        | Ganador   | Sitio web de gama alta                                            |
| 2019 | Premios XBIZ        | Nominado  | Página web de pago del año                                        |
| 2019 | Premios XBIZ        | Nominado  | Estudio del año (junto con Blacked y Tushy)                       |
| 2019 | Premios XRCO        | Nominado  | Mejor sitio porno                                                 |
| 2020 | Premios XBIZ        | Nominado  | Página web de pago del año                                        |
| 2020 | Premios XBIZ        | Nominado  | Estudio del año                                                   |
| 2022 | Premios XBIZ        | Ganador   | Estudio del año                                                   |